# Metalectra contracta
Metalectra contracta là một loài bướm đêm trong họ Erebidae.